# Кельсиев, Василий Иванович
Васи́лий Ива́нович Ке́льсиев (Кельси́ев; 16 [28] июня 1835, Санкт-Петербург — 4 [16] октября 1872, Полюстрово, район Санкт-Петербурга) — русский революционер, журналист и переводчик. Эмигрант, сподвижник А. И. Герцена, сотрудник Вольной русской типографии в Лондоне, этнограф, историк раскола, писатель. Основатель русской социалистической колонии в Тульче (Турция). В 1867 году отошёл от политической деятельности, вернулся в Россию, получил прощение и права гражданства.
Его младший брат Иван Иванович Кельсиев (ок. 1841—1864) — также известный революционер-шестидесятник, член «Земли и Воли»; участвовал в организации русской эмигрантской колонии в Тульче.

## Детство и юность
Родился 16 (28) июня 1835 года в дворянской семье, принадлежавшей к кавказскому княжескому роду, появившемуся в России в конце XVIII столетия. По другим данным, он вёл своё родословие от мордовских аульных князей. Его прадед принял при Екатерине II российское подданство и назывался Ютмек Кельсий. Право на княжеский титул было с течением времени утрачено, дед Василия был священником, а отец — чиновник при санкт-петербургском таможенном пакгаузе. Сам Василий рано осиротел, поэтому воспитывался без родителей. В 1845 году он был отдан в Санкт-Петербургское коммерческое училище, где обучался за счёт Российско-Американской компании.
Окончив училище в 1855 году, Василий Кельсиев должен был отслужить в колониях Российско-американской компании несколько лет, чтобы возместить расходы, потраченные на его обучение. Ввиду начавшегося расширения торгово-экономических отношений с Китаем, компания рассчитывала осваивать китайский рынок, а для этого ей был необходим специалист со знанием китайского и маньчжурского языков. Поэтому он в качестве вольнослушателя до 1857 года обучался на восточном факультете Санкт-Петербургского университета. Кельсиев понимал около 25 языков и наречий, а на 14 из них мог говорить. В особенности хорошо он изучил китайский язык. В это же время он предполагал поступить в армию волонтёром в разворачивавшейся Крымской войне, однако в силу правительственного распоряжения об определении волонтёров лишь в резервные войска его намерение осталось неосуществлённым.
В это время Василий сблизился с радикальным студенчеством, с Н. А. Добролюбовым, Н. С. Курочкиным и В. С. Курочкиным. Ещё ранее этого, в Коммерческом училище, Кельсиев познакомился с будущим герценовским агитатором Андреем Ничипоренко. В следующем 1858 году Василий отправился бухгалтером Российско-Американской компании на Аляску, бывшую в то время российской территорией, но до места назначения (город Ситка) не доплыл. В мае 1859 он сошёл на берег в Плимуте. Свой поступок он мотивировал болезнью жены — Варвары Тимофеевны Кельсиевой. В письме к А. И. Герцену Кельсиев спросил совета, остаться ли ему в Плимуте, и существует ли возможность заработка для эмигранта в Лондоне. Получив ответ, он уволился из Российско-Американской компании, в ноябре 1859 года явился в генеральное российское консульство в Лондоне и объявил о своём намерении не возвращаться в Россию совсем. Он остался в Великобритании на положении политического эмигранта, хотя в своих воспоминаниях Герцен и Тучкова-Огарёва писали, что отговаривали Кельсиева от участи эмигранта.

## Эмиграция
В английской столице Кельсиев находился с ноября 1859 года по март 1862 года. Он поселился с женой и годовалым ребёнком, вскоре умершим, в Фулеме, — бедной окраине города. Некоторое время Василий жил на Олбани-стрит (англ. Albany Street). Он быстро сблизился с кругом русских эмигрантов, группировавшихся вокруг А. И. Герцена, Н. П. Огарёва и М. А. Бакунина, в частности с Н. М. Владимировым, бывшим товарищем по Коммерческому училищу, служившим в качестве бухгалтера российской фирмы «Скворцов и К°», П. А. Ветошниковым, ещё одним воспитанником Коммерческого училища, и польским революционером Артуром Бенни, с которым в 1860 году Кельсиева познакомил Герцен. Сам Герцен радушно отнёсся к Кельсиеву, но порицал его неуравновешенность и спонтанность его поступков. В семье Герцена Кельсиев давал уроки русского языка старшей дочери Герцена — Наталье Александровне Герцен.
Кельсиев принял деятельное участие в работе Вольной русской типографии, он печатался в газете «Колокол» (статья «Гонение на крымских татар», 1861), а также публиковал отдельные свои работы. В 1860 году по инициативе Герцена Кельсиев начинает заниматься сбором сведений и материалов о старообрядцах. Василий увлёкся этой работой и в ближайшие два года был полностью ею захвачен. Он открыл новый для себя неведомый ранее огромный и самобытный пласт культуры русского старообрядчества. Вслед за А. П. Щаповым он пришёл к выводу о том, что в старообрядчестве скрыт значительный антиправительственный потенциал, которым при умелой организации можно воспользоваться в интересах революционных преобразований в России. Таким образом, в расколе его интересовала не столько религиозная, сколько политическая сторона.
В его руках оказываются официальные российские документы по истории раскола, которые ему удаётся систематизировать и издать в Лондоне в виде «Сборника правительственных сведений о раскольниках» в четырёх книгах, (1860—1862 гг.) и «Сборника постановлений по части раскола» в двух книгах (1863). Значение этого труда вынужден был признать даже консервативный «Русский вестник». В библиотеке Карла Маркса сохранился третий выпуск сборника Кельсиева под названием «О скопцах. Исследование о скопческой ереси Н. И. Надеждина и др.» с марксовыми пометками и выписками, с дарственной надписью Кельсиева «В русскую читальню в Париж. В. К.».
Кельсиев вместе с неким учёным евреем принимается за новый нецерковный перевод Библии («с одного еврейского текста… без произвольных вставок из перевода LXX и славянского») и переводит книги Бытие, Исход, Левит, Числа и Второзаконие. Этот перевод был опубликован под псевдонимом Вадим в Лондоне в 1860 году. Поскольку первый русский синодальный перевод Библии был закончен лишь в 1876 году, в России перевод Кельсиева вызвал ответную реакцию. Как писал «Колокол» 1 февраля 1861 года: 

Императрица Мария Александровна препроводила экземпляр русского перевода Библии в Духовную Академию с примечанием, чтоб Академия торопилась со своим переводом. Таковое поощрение обязывает русскую типографию в Лондоне благодарить е. и. в. [её императорское величество].— «Колокол», лист 91, 1861, 1 февраля, стр. 768.
А. И. Герцен расценивал перевод Кельсиева неудачным. По мнению критика журнала «Русский вестник», «Цель г. Кельсиева, которую он поставил себе при издании перевода Библии, состояла в том, чтобы чтимое сотнями миллионов людей за неприкосновенную святыню слово Божие низвести на степень лёгкого и занимательного чтения, и сделать перевод, пригодный „для прений и изучения еврейского языка“» (заключительные слова взяты критиком из предисловия к книге Второзакония). По мнению профессора П. А. Юнгерова, этот перевод был 

направлен против начатого тогда Синодального перевода, обещавшего пользоваться чтением LXX и славянским. Своё гонение на LXX и славянский перевод переводчик перенёс и на произношение собственных имён и на священную терминологию, заимствовав первое от евреев, а вторую из разговорного русского языка. Так появились в нём: Паро (фараон), Иицехак (Исаак), Моше (Моисей), и т. п.; также: Господин (вместо Господь), ящик и сундук (вместо скиния и кивот); в этих гонениях переводчик доходит даже до нелепой замены слова жена словом человечица (Быт. 2, 23), и до перевода: Паро возвысит (?) голову — вместо фараон снимет голову (с хлебодара — Быт. 40, 19) … Очевидно, что этот перевод должен быть всячески избегаем.— П. А. Юнгеров
Помимо указанной литературы Василий Кельсиев предпринял также издание «Стоглава», которое критик «Русского вестника» признал неудачным.

### Турецкий подданный Василий Яни
Изучив состояние раскола в России, Василий Кельсиев с целью выяснения действительного положения дел в среде московского старообрядчества, а также для организации перевозки герценовской нелегальной печати и координации деятельности различных противоправительственных организаций в России 2 марта (или 4 марта) 1862 года конспиративно, по паспорту турецкого подданного Василия Яни, прибыл в Россию. В Петербурге его принял другой герценовский эмиссар — английский подданный Артур Бенни, он разместил его на своей квартире и помог ему оформить в полицейском участке вид на жительство, поскольку сам Василий опасался осложнений со стороны полиции при регистрации своего фальшивого паспорта.
Четыре из пяти недель он провёл в Москве. В течение своего непродолжительного пребывания в России Кельсиев встречался с Н. А. Серно-Соловьевичем и А. А. Серно-Соловьевичем (это была не первая их встреча, до этого он встречался с ними в Кёнигсберге), пытался распространять между старообрядцами агитационные прокламации и найти себе союзников среди влиятельных старообрядцев, но быстро убедился в ошибочности своих надежд на революционность раскольников, его агитация в пользу их активного политического противостояния властям не увенчалась успехом. Василий Иванович находился в России весь март и начало апреля, в это время он примыкал к революционному кружку Артура Бенни и Андрея Ничипоренко, выпускавшего в собственной типографии прокламации «Русская правда». Писатель Н. С. Лесков, также входивший в этот кружок, позднее в очерке «Загадочный человек» так описывал результаты этого приезда: «Впоследствии этот визит наделал кучу хлопот, а приютившему Кельсиева московскому купцу, Ивану Ивановичу Шебаеву, стоил даже продолжительной потери свободы, чего старушка мать Шебаева не перенесла и умерла, не дождавшись решения судьбы арестованного сына».
В начале апреля Кельсиев покинул Россию и переправился со своим паспортом в Лондон. А. И. Герцен так вспоминал о приезде Кельсиева:

Весной возвратился из Москвы и Петербурга Кельсиев. Его поездка, без сомнения, принадлежит к самым замечательным эпизодам того времени. Человек, ходивший мимо носа полиции, едва скрывавшийся, бывавший на раскольничьих беседах и товарищеских попойках — с глупейшим турецким пассом в кармане — и возвратившийся sain et sauf [здоровым и невредимым (фр.)] в Лондон, немного закусил удила. Он вздумал сделать пирушку в нашу честь в день пятилетия «Колокола», по подписке, в ресторане Кюна.— А. И. Герцен, «Былое и думы», часть седьмая, гл. 1.
Вскоре после Кельсиева в Лондон проследовал А. И. Ничипоренко с писателем Н. А. Потехиным. Они направлялись к Герцену представлять интересы петербургской конспиративной организации «Земля и воля», а также за партией свежей герценовской нелегальной печати. При переходе австрийско-итальянской границы Ничипоренко неожиданно выдал себя, выкинув под стол компрометирующие письма. Копии писем были высланы в Россию, а Ничипоренко беспрепятственно проследовал через границу и прибыл домой в Прилуцкий уезд Полтавской губернии. Там он был задержан 28 июля 1862 года, доставлен в Петербург, где быстро начал давать признательные показания. Так начался Процесс тридцати двух, одну из главных ролей в котором пришлось играть Кельсиеву, — однокашнику Ничипоренко. Полиция вскоре узнала от Ничипоренко о нелегальном приезде Кельсиева и в декабре 1862 года затребовала его приезда в Россию. Кельсиев отказался добровольно явиться на следствие, за что был заочно 10 декабря 1864 года приговорён Сенатом (высочайше утверждено 30 марта 1865 г.) к изгнанию из России навсегда и лишению всех прав состояния.
По оглашении приговора по этому процессу за пособничество Кельсиеву московский купец старообрядец-поповец Иван Иванович Шебаев (или Шибаев) (род. в 1835) был на год оставлен под надзором полиции, Николай Фёдорович Петровский наказан одним годом тюремного заключения; Артур Бенни был наказан трёхмесячным заключением и высылкой за границу без права возвращения в Россию; сам Андрей Иванович Ничипоренко спустя год и четыре месяца умер в Петропавловской крепости, так и не дождавшись конца следствия.

### Вторая эмиграция
По возвращении в Лондон английский издатель Трюбнер предложил Кельсиеву работу по составлению русской грамматики для англичан и перевод некоего английского финансового труда. Но такая работа не удовлетворяла пылкого революционера. Кельсиев, забыв о своей неудачной агитации среди старообрядцев, вновь обдумывает план, как найти в старообрядцах союзников и опору в своей революционной деятельности. С этой целью он задумывает пропагандировать свои социалистические идеи среди широких народных масс через общедоступную газету. Поддержкой этому начинанию он заручился у Н. П. Огарёва, так возникла идея приложения к газете «Колокол» — «Общее вече», поскольку аудитория основной газеты была представлена преимущественно образованными читателями. Попытка расширения читательской аудитории и всесословной «народной» газеты наткнулась на разногласия в этом вопросе с А. И. Герценом.
Газета начала выходить 15 июля 1862 года и выходила до 15 июля 1864 года. «Борьба за старообрядца» заключалась в обсуждении вопросов свободы вероисповедания и пропаганде идей русского самобытного общинного социализма, защите от социальной и политической дискриминации иноверов, староверов, раскольников всевозможных толков. Газета, руководимая Кельсиевым, зачастую воспринималась как «газета для старообрядцев». В октябре 1862 года Кельсиев отошёл от редактирования газеты. С другой стороны, и руководство старообрядцев в лице епископа Пафнутия (Овчинникова) после встречи с Герценом в Лондоне наложило запрет старообрядцам России на какие-то бы ни было отношения «с этими безбожниками». Герцен позднее посвятил Кельсиеву отдельную главу «Былого и дум», где писал о Василии как о «нигилисте с религиозными приёмами и нигилисте в дьяконовском стихаре». По мнению Герцена, Кельсиев «учился всему на свете и ничему не научился дотла, читал всякую всячину и надо всем ломал довольно бесплодную голову. От постоянной критики всего общепринятого Кельсиев раскачал в себе все нравственные понятия и не приобрёл никакой нити поведения».
Исключительно газетная работа целиком не удовлетворяла Кельсиева, он искал себе практической деятельности, и для этого вновь пустился в путь, Герцен пытался безуспешно отговорить его. Осенью 1862 года Кельсиев решил покинуть Англию, оставив жену с дочерью в Теддингтоне на попечении Герцена, и отправиться для организации противоправительственной деятельности в Австро-Венгрию, но австрийская полиция вынудила его покинуть страну, приняв Василия за тайного русского шпиона. После этого Кельсиев проследовал в Константинополь. В Константинополе Кельсиев жил до декабря 1863 года, пытаясь объединить различные оппозиционные элементы и подчинить своему влиянию проживавших там старообрядцев. Там он сблизился с некоторыми польскими эмигрантами, встреча с которыми оказала на него довольно сильное воздействие, Кельсиев впервые начал сомневаться в ценности своей агитационно-пропагандистской деятельности, в осуществимости принципов революционного и социалистического преобразования, в которые незыблемо верил прежде.

### Колония в Тульче
В мае 1863 года младший брат Василия Иван, отбывавший заключение за студенческие беспорядки в Москве, совершил побег и прибыл к брату в Турцию 2 (14) июля. Кельсиев почувствовал стремление жить среди русских, с этой целью вместе с Иваном, а также с Садык-пашой (М. С. Чайковским) он решает основать русскую колонию в Тульче на Дунае. Смысл этой колонии, по Герцену, состоял в эксперименте по организации нового типа коммуны. Члены новой общины должны были заниматься революционной пропагандой среди раскольников, организовать школу для детей казаков-старообрядцев, на практике осуществить опыт общинной жизни, прибыль и убыль от экономической деятельности делить поровну, так же как поровну должна была делиться между всеми трудная и необременительная работа. Эксперименту должна была благоприятствовать относительная местная дешевизна жизни. Ещё одним мотивом для организации колонии вблизи русской границы было стремление основать место обитания для беженцев из России, желающим устроить свою жизнь в соответствии с новыми социалистическими идеалами. По мнению Тучковой, Кельсиев воспринимал русскую колонию в Тульче как «землю обетованную» для русского эмигранта.
Кельсиеву удаётся сблизиться с местным атаманом русских казаков-некрасовцев — секты донских казаков-раскольников — Осипом Семёновичем Гончаровым (1796—1880), на какое-то время убедить его прислушаться к идеям общинного социализма, а для этого лично познакомиться с его духовным вождём — А. И. Герценом. Вняв совету Кельсиева, Гончаров отправился из Турции в Лондон, по пути был принят французским министром иностранных дел Э. Тувенелем, прожил у Герцена с 14 по 19 августа 1863 г., неопределённо пообещал помогать революционной работе новых колонистов, но впоследствии уклонился от помощи в создании русской типографии в Добрудже и направил на имя Александра II адрес старообрядцев с просьбой о веротерпимости, вызвавший критику Герцена и Огарёва.
Несмотря на разногласия между Герценом и Кельсиевым, всё это время между ними не прекращалась переписка. На обратном пути из Лондона Гончаров возвращался вместе с женой и дочерью Кельсиева, 29 августа 1863 г. Варвара Тимофеевна вместе дочерью прибыла в Константинополь. Колония в Тульче просуществовала с декабря 1863 по апрель 1865 года. В начале 1864 года к колонистам присоединились два русских офицера-эмигранта: П. И. Краснопевцев и М. С. Васильев. Начало деятельности общины складывалось очень удачно: отношения с казаками, скопцами, турками и румынами сложились вполне доброжелательные. Кельсиев даже был избран старшиной казаков, заслужив их доверие. Кельсиеву удаётся выиграть несколько весьма спорных судебных процессов с соседями старообрядев, после чего те все свои дела начали поручать Кельсиеву, обходясь без помощи турецкого суда.
Одновременно Василий Иванович пытался распространять среди раскольников прокламации «Земли и воли» и издания Герцена, поднять их на помощь повстанцам Подолии и Волыни, склонить их к высылке своих эмиссаров для организации старообрядческих мятежей и восстаний среди терекских, уральских и донских казаков, убедить старообрядческого архиепископа Аркадия устроить типографию для печати прокламаций и воззваний к старообрядцам. В конце концов, соратникам Кельсиева удаётся организовать собственную типографию, однако белокриницкий митрополит Кирилл запретил старообрядцам вступать в контакт с тульчинскими колонистами.
Наблюдая равнодушие раскольников к своей агитации, и снижение революционной активности в России после подавления польского восстания 1863 года, Кельсиев начал испытывать разочарование в своей деятельности. В июне 1864 года умер от тифа младший брат Василия Иван, что явилось для Василия тяжёлой потерей. Начались трения с атаманом Гончаровым. Атаман писал Герцену о том, что Василий с горя начал пить. В ночь на 8 февраля 1865 г. Краснопевцев повесился, Васильев покинул общину. Кельсиев также бросает начатое дело и оставляет общину, взяв с собой семью (у него только что родился сын). Началась полоса скитаний Кельсиева по Балканам. Сначала он бесцельно отправляется в Константинополь, затем в дунайские княжества. Герцен, пытаясь облегчить бедственное положение семьи Кельсиева, высылал ему небольшие суммы денег. Остановившись в Галаце, Кельсиев нашёл место дорожного чиновника, но от эпидемии холеры друг за другом умирают его малолетние сын и дочь, вслед за ними от скоротечной чахотки 3 (15) октября 1865 г. умерла жена Кельсиева Варвара Тимофеевна. Василий сам выкопал всем троим могилы и сам похоронил их. Герцен написал в «Колоколе» сочувственные некрологи о смерти Ивана Кельсиева и Варвары Тимофеевны, называя её «твёрдой, превосходной женщиной», вынесшей «добровольную ссылку, страшную бедность и всевозможные лишения».

### Разочарование и ностальгия
После смерти семьи Кельсиев жил в Вене (1866), путешествовал по Венгрии и Галиции, оттуда он под псевдонимом Иванов-Желудков отправлял свои корреспонденции, путевые очерки, материалы по этнографии и мифологии славян в русские газеты и журналы. Эти органы печати не были радикальными: умеренно-либеральные «Голос» и «Отечественные записки», консервативный «Русский вестник». Ещё 17 декабря 1864 года Кельсиев писал консервативному литератору Д. В. Аверкиеву о своём охлаждении к «нигилизму» и о намерении печататься в русских журналах. По словам Кельсиева, в славянских землях Австро-Венгрии он встречал ту же самую веру в Россию, какую он постоянно видел в турецких старообрядцах-казаках. Под влиянием этих поездок и будучи подавленным потерей семьи, Кельсиев всё более склонялся к славянофильству.
Своими сомнениями Кельсиев делился с Герценом. Александр Иванович писал в «Былом и думах», что письма Кельсиева этих лет (их переписка длилась до 1866 года) полны тоски и отчаяния. 2 ноября 1866 г. Кельсиев приехал в Яссы и направил отсюда несколько корреспонденций в газету «Голос». Как вспоминала Тучкова-Огарёва, Герцен, не зная о владельце псевдонима Иванов-Желудков в «Голосе», узнал Кельсиева по слогу, так ему стало известно о том, что Кельсиев в это время находился в Яссах. В это время их переписка прекратилась. По утверждению «Русского биографического словаря» А. А. Половцова, Герцен фактически отвернулся от Кельсиева, не отвечая на полные пессимизма письма Василия Ивановича. 20 мая 1867 года Кельсиев прибыл на российский таможенный пункт в Скулянах в Бессарабии, сообщил о себе, что он эмигрант и государственный преступник, не подвергавшийся суду. После этого он сдался пограничным властям. Как писал Кельсиев в «Исповеди», «он ещё накануне был далёк от этого шага и почувствовал неудержимую тоску по Родине лишь тогда, когда увидел на австрийской границе, как отмывали грязь с отправляемой в Россию брички».

## Возвращение в Россию
Василий Иванович был доставлен в Кишинёвскую тюрьму, откуда отправлен 2 июня в Санкт-Петербург в III Отделение. На допросе, при снятии с него показаний о своей деятельности, Василий сам предложил изложить всю последовательность и хронологию событий, которые привели его к сдаче российским властям. Так появилась его «Исповедь». Она была написана под арестом с 13 июня по 11 июля 1867 года. В ней Василий отрёкся от своей предыдущей революционной агитации, подробно пояснил причины своего духовного кризиса. Раскаиваясь в своей эмигрантской деятельности, Кельсиев, тем не менее, избегал упоминания фактов и лиц, неизвестных жандармам с тем, чтобы своими показаниями не скомпрометировать остающихся на свободе в России и за границей оппозиционеров, и не подвергнуть их преследованиям со стороны российского правительства за свою антиправительственную пропаганду.
«Исповедь» Кельсиева прочитал император Александр II и даровал Василию Ивановичу полное прощение, ему было возвращено даже право поступления на государственную службу и возможность жить в обеих столицах. 11 сентября 1867 года, по истечении трёх с половиной месяцев лишения свободы, Кельсиев был выпущен из тюрьмы и обосновался в Санкт-Петербурге. Необычайно мягкое отношение властей к бывшему государственному преступнику произвело негативное впечатление на радикальную оппозицию. Поступок Кельсиева был воспринят ими как ренегатство. После помилования Кельсиев возвратился к научной и литературной деятельности. Осенью 1867 года он прочитал доклад в Русском географическом обществе о малоизученной секте скопцов. После этого он женился вторым браком на журналистке Зинаиде Алексеевне Вердеревской, сотруднице умеренных и консервативных изданий, сосредоточил свою деятельность в литературных журналах и жил преимущественно литературным трудом.
Отныне Кельсиев сотрудничал в славянофильских и консервативных изданиях: «Заря», «Всемирный труд», «Русский вестник», «Нива». В 1868 году он издал свои мемуары «Пережитое и передуманное» (СПб., 1868), которые являлись сокращённым для легальной печати вариантом его «Исповеди». В этой книге, а также в очерках «Из рассказов об эмигрантах», «Эмигрант Абихт» (1869) Кельсиев обратился к изображению жизни политической эмиграции. Русская демократическая печать отнеслась к этим публикациям Кельсиева резко отрицательно — рецензии в «Вестнике Европы», № 7, «Отечественных записках», № 12, «Неделе», несмотря на то, что эти работы имели много ценной и правдивой информации из первых рук, а сам Василий Иванович взвешенно, беспристрастно, но при этом весьма деликатно оценивал деятельность политических эмигрантов.
По мнению современных представителей консервативной мысли, эти работы Василия Ивановича являются его главным жизненным итогом. Советская идеологическая схема, расценивая заключительную деятельность Кельсиева как ренегатскую и реакционную, оговаривала ценность мемуаров Кельсиева осведомлённостью их автора, обеднённую его тенденциозностью и поверхностным пониманием деятельности Герцена, в котором Кельсиев видел не революционера, а лишь обычного реформатора волею судеб ставшего агитатором. Однако, эта схема уточнялась тем дополнением, что, в силу деликатности и осторожности Кельсиева, он мог нарочито приглушить роль Герцена и могущество его влияния на революционные умонастроения молодого поколения шестидесятников, чтобы рассеять необоснованно суровое отношение правительства Александра II к лондонскому изгнаннику.
Также в 1868 году Кельсиев выпустил книгу «Галичина и Молдавия», она представляла собой путевые очерки 1866—1867 гг. из газеты «Голос» вместе с авторскими рассуждениями о панславизме: «Вся цель и идеал славянства состоит в том, чтобы слиться во что бы то ни стало воедино; слиться в один народ, возыметь один язык, одну азбуку». Задача общеславянского союза, по Кельсиеву, была первоочередной политической целью. В этой же книге Кельсиев рассматривал и другие аспекты желательной ему национальной политики славянских народов, в частности, взаимоотношения евреев и славян. По утверждению «Большой энциклопедии русского народа», эта книга пользовалась широким успехом. Также лестную оценку очерков Кельсиева дала супруга А. И. Герцена, Н. А. Тучкова-Огарёва, однако, по мнению «Нового энциклопедического словаря Брокгауза и Ефрона», книга встретила в литературных кругах холодный приём.
В 1870 году Кельсиев опубликовал в новом журнале «Нива» и журнале «Семейные вечера» несколько очерков на исторические темы («Александр Невский и Дмитрий Донской», «Первый русский царь Иван III Васильевич», «Просветители славян святые Кирилл и Мефодий»). В поисках заработка Василий Иванович начинает писать популярные исторические романы «Москва и Тверь» (1872), «На все руки мастер» (1871), «При Петре» (1872), имевшие, по мнению «Русского биографического словаря», некоторые литературные достоинства. В советское время его литературные произведения были забыты, публицистические работы также не переиздавались, зато впервые в «Литературном наследстве» увидела свет его «Исповедь» и переписка с Герценом и Огарёвым, время от времени появлялись в печати отрывки из его мемуаров, касающиеся жизни Герцена. В постсоветское время исторические романы Кельсиева начали переиздаваться.
Умер в Санкт-Петербурге 4 (16) октября 1872 года в возрасте 37 лет. Причиной преждевременной смерти указываются тяжёлые условия жизни, нравственные страдания и злоупотребление алкоголем в Галаце после смерти жены и детей (1865 год). В Петербурге Кельсиев часто болел и временами впадал в полную апатию.

## Внешние черты и характер
А. И. Герцен главу воспоминаний «Былого и дум» о Василии Кельсиеве писал до того, как тот принял решение сдаться российским жандармам, поэтому его характеристика написана во многом с симпатией к некогда близкому человеку, каким был для Герцена Кельсиев до его отступничества. Мемуаристу при первом знакомстве предстал высокий, худощавый молодой человек «с четвероугольным черепом, с шапкой волос на голове», напомнивший Александру Ивановичу чем-то неуловимым петрашевца В. А. Энгельсона. Герцен отмечает, что при всей неустроенности и незрелости Кельсиева в нём не было ничего пошлого. «Церковный оттенок, наречие и образность остались у него в форме, в языке, в слоге и придавали всей его жизни особый характер и особое единство, основанное на спайке противуположных металлов». Далее Герцен пишет, что Кельсиев, сомневался во всём, но при этом ничего не принимал на слово: ни добра, ни зла.
В чём-то схожем с описанием Герцена предстаёт Кельсиев в характеристике его жены, Н. А. Тучковой-Огарёвой: «Он был умный, самолюбивый и нерешительный». Безвестный журналист «Нивы», подписавшийся псевдонимов В. Л-ев, оставил описание облика Кельсиева после его возвращения в Россию. Он отмечает живой, многообещающий ум, картинность вымысла и лёгкость слова при слабой воле и неустойчивом характере. Мемуарист указывает при этом в Кельсиеве темперамент сангвиника и броскую внешность:

в наружности и в привычках много высказывал азиатского, курчавые с лоском волосы; маслянистые, с грустным оттенком глаза; выдающиеся в лице скулы и мягкий гортанный голос, с прибавкой к этому постоянной наклонности к восточному кейфу и мусульманскому фатализму, — всё говорило в нём не за холодную кровь.— В. Л-ев, «В. И. Кельсиев», «Нива», 1873, № 31, 6 августа.

## Семья
Первая жена: Варвара Тимофеевна (ок. 1840—1865). Их дети:
- сын или дочь? (ок. 1859 — ок. 1860)
- Мария («Малуша», «Милуша», «Маруся»; ок. 1860—1865).
- сын[13] или дочь[12] (ок. 1864—1865)

Вторая жена: Зинаида Рагозина (1830-е — 1924) — писательница, переводчик, востоковед.

## Комментарии
1. ↑  Фамилия Кельсиев могла происходить и от исчезнувшего ныне имени Кельсий, которое в свою очередь происходило от латинского Celsus (цельсус), означающее возвышенный. См. «Словарь русских фамилий»[6].
2. ↑  Сведения «Энциклопедического словаря Брокгауза и Ефрона» и «Русского биографического словаря» А. А. Половцова о том, что перевод Кельсиевым Библии был издан в 1866 году, следует считать ошибочным, хотя объявления Герцена о продаже этого перевода в изданиях Трюбнера появлялись несколько лет спустя после выхода книги.
3. ↑  Однако, когда примеру Кельсиева последовал английский подданный Артур Бенни, единственным обвинением против которого было укрывательство Кельсиева, недонесение о нём в жандармское управление, и передал через И. С. Тургенева покаянное письмо начальнику III Отделения, шефу корпуса жандармов графу П. А. Шувалову с просьбой разрешить вернуться в Россию, Шувалов распорядился: «Повременить впредь до востребования».